# Comuna Verbivka, Litîn
Verbivka (în ucraineană Вербівка) este o comună în raionul Litîn, regiunea Vinnița, Ucraina, formată din satele Bruslîniv, Noua Suliță și Verbivka (reședința).

## Demografie
Componența lingvistică a satului Verbivka
     Ucraineană (99,34%)
     Alte limbi (0,65%)
Conform recensământului din 2001, majoritatea populației satului Verbivka era vorbitoare de ucraineană (99,34%), existând în minoritate și vorbitori de alte limbi.